# پومپو
پومپو (به ایتالیایی: Pompu) یک کومونه در ایتالیا است که در استان اریستانو واقع شده‌است.

## خصوصیات
پومپو ۵٫۱ کیلومترمربع مساحت و ۲۹۰ نفر جمعیت دارد و ۱۴۷ متر بالاتر از سطح دریا واقع شده‌است.